# Kleine Luzon-Waldmaus
Die Kleine Luzon-Waldmaus (Apomys microdon) ist eine Mäuseart aus der Gattung Apomys in der Familie der Langschwanzmäuse (Muridae). Sie kommt auf den philippinischen Inseln Luzon und Catanduanes vor. 

## Merkmale
Die Kleine Luzon-Waldmaus ist eine kleine Mäuseart mit großen Augen und großen Ohren. Sie erreicht eine Gesamtlänge von 227 bis 256 mm, eine Schwanzlänge von 124 bis 145 mm, eine Hinterfußlänge von 26 bis 28 mm, eine Ohrenlänge von 17 bis 19 mm und ein Gewicht von 30 bis 42 g. Der Schwanzlänge ist größer als die Kopf-Rumpf-Länge. Das weiche Fell ist an der Oberseite braun mit einer leichten orange-farbenen Tönung und an der Unterseite hell orange-braun mit vereinzelten Bereichen aus weißen Fellhaaren.

## Systematik und Nomenklatur
Die nächste Verwandte der Kleinen Luzon-Waldmaus ist die Kleine Philippinen-Waldmaus (Apomys musculus), die kleiner ist und gewöhnlich in größeren Höhenlagen vorkommt. Beide Arten haben sich vor etwa 1,7 Millionen Jahren von einem gemeinsamen Vorfahren abgespalten. 1992 verwendeten Gordon Barclay Corbet und John Edwards Hill den Namen Apomys hollisteri für diese Art, da er bereits 1949 von John Ellerman als nomen novum eingeführt wurde. Nach Ellermans Ansicht war das Epitheton microdon nicht verfügbar, da es bereits 1852 von Wilhelm Peters für die Art Mus microdon (heute ein Synonym für die Natal-Vielzitzenmaus (Mastomys natalensis)) vergeben wurde. Corbet und Hill bezogen sich ferner auf den Artikel 59(b) der 3. Auflage der Internationalen Regeln für die Zoologische Nomenklatur (ICZN) aus dem Jahr 1985, wonach ein sekundäres Juniorhomonym, das vor 1961 ersetzt wurde, permanent ungültig ist. Guy Musser und Michael D. Carleton hielten dagegen 1993 am Namen Apomys microdon fest und 2005 argumentierten sie in der dritten Auflage des Werkes Mammal Species of the World mit dem im Jahr 1999 geänderten ICZN-Artikel 59.3, wonach ein sekundäres Juniorhomonym, das vor 1961 ersetzt wurde, permanent ungültig ist, sofern der Ersatzname nicht in Gebrauch ist und die relevanten Taxa nicht als kongenerisch betrachtet werden. In diesem Fall sollte ein Juniorhomonym nicht aus Ersatzgründen verworfen werden.

## Lebensraum
Die Kleine Luzon-Waldmaus bewohnt sekundäre und primäre Tiefland- und Bergwälder sowie gelegentlich moosbedeckte Wälder von Meereshöhe bis in Höhenlagen von 2025 m. 

## Lebensweise
Die Kleine Luzon-Waldmaus ist nachtaktiv. Bei der Nahrungssuche hält sie sich häufig in Bäumen und gelegentlich auf dem Boden auf. Die Hauptnahrung besteht aus Samen und gelegentlich aus Insekten und Regenwürmern. Die Nester befinden sich in den Astwinkeln von Schraubenbäumen oder in Büscheln von Kletterbambus. Sie werden überwiegend aus trockenen Bambusblättern und wenigen Blättern von Laubbäumen errichtet. Die Weibchen besitzen zwei Paar Milchdrüsen in der Leistengegend. Die durchschnittliche Wurfgröße beträgt zwei Embryos. Es wurden jedoch auch Weibchen mit drei oder einem Embryo beobachtet. Die adulten Männchen haben kleine Hoden mit einer Größe von 4 × 8 mm.

## Status
Die Kleine Luzon-Waldmaus wird von der IUCN in der Kategorie „nicht gefährdet“ (least concern) gelistet. Sie ist weitverbreitet und ihr Bestand ist stabil. Sie ist tolerant gegenüber Sekundärwäldern, jedoch ist durch Entwaldung einiges von ihrem einstigen Lebensraum verloren gegangen.